# Schneidmühle (Münchsteinach)
Schneidmühle ist ein Wohnplatz der Gemeinde Münchsteinach im Landkreis Neustadt an der Aisch-Bad Windsheim (Mittelfranken, Bayern). Schneidmühle liegt in der Gemarkung Altershausen.

## Geographie
Die Einöde liegt an der Weisach. Im Südosten grenzt das Flurgebiet Schwambach an, 1 km nordöstlich erhebt sich der Stadlmannsberg (380 m ü. NHN). Ein Anliegerweg führt nach Altershausen (0,2 km westlich).

## Geschichte
Im Rahmen des Gemeindeedikts wurde Schneidmühle dem 1811 gebildeten Steuerdistrikt Schornweisach und der 1813 gebildeten Ruralgemeinde Schornweisach zugeordnet. Mit dem Zweiten Gemeindeedikt (1818) wurde sie in die neu gebildete Ruralgemeinde Altershausen umgemeindet. Nach 1900 wird sie nicht mehr als Ortsteil geführt. Am 1. Januar 1972 wurde Schneidmühle im Zuge der Gebietsreform in Bayern nach Münchsteinach eingegliedert.

## Einwohnerentwicklung
| Jahr      | 001836 | 001840 | 001861 | 001871 | 001885 | 001900 |
| Einwohner | 4      | 4      | *      | *      | 5      | 10     |
| Häuser    | 1      | 1      |        |        | 1      | 1      |
| Quelle    | [ 3 ]  | [ 4 ]  | [ 5 ]  | [ 6 ]  | [ 7 ]  | [ 8 ]  |

## Religion
Der Ort ist evangelisch-lutherisch geprägt und nach St. Maria (Kleinweisach) gepfarrt.